# Couture-sur-Loir
Couture-sur-Loir ist eine Ortschaft und eine Commune déléguée in der französischen Gemeinde Vallée-de-Ronsard mit 432 Einwohnern (Stand 1. Januar 2022) im Département Loir-et-Cher in der Region Centre-Val de Loire. Der Ort liegt vornehmlich am linken Ufer des Loir.
Das Ortsbild von Couture lässt die in der Vergangenheit zeitweise vorhandene Prosperität erkennen. Das etwas außerhalb befindliche Schloss La Possonnière ist Anfang des 16. Jahrhunderts von Louis de Ronsard als eines der ersten in Frankreich im Renaissance-Stil umgebaut worden. Hier wurde 1524 der Dichter Pierre de Ronsard geboren, und hier verbrachte er auch seine Kindheit. 
Die aus dem 12. und 13. Jahrhundert stammende Kirche von Couture besitzt im Chor ein Anjou-Gewölbe. Hinten im Langhaus werden liegende Skulpturen aufbewahrt, die Ronsards Eltern darstellen. Die Bekleidung der Figuren wurde zum Teil sehr detailliert ausgeführt.
Die Gemeinde Couture-sur-Loir wurde am 1. Januar 2019 mit Tréhet zur Commune nouvelle Vallée-de-Ronsard zusammengeschlossen.

## Bevölkerungsentwicklung
| Jahr                       | 1962 | 1968 | 1975 | 1982 | 1990 | 1999 | 2009 | 2017 |
| Einwohner                  | 618  | 606  | 535  | 467  | 450  | 433  | 416  | 412  |
| Quellen: Cassini und INSEE |      |      |      |      |      |      |      |      |

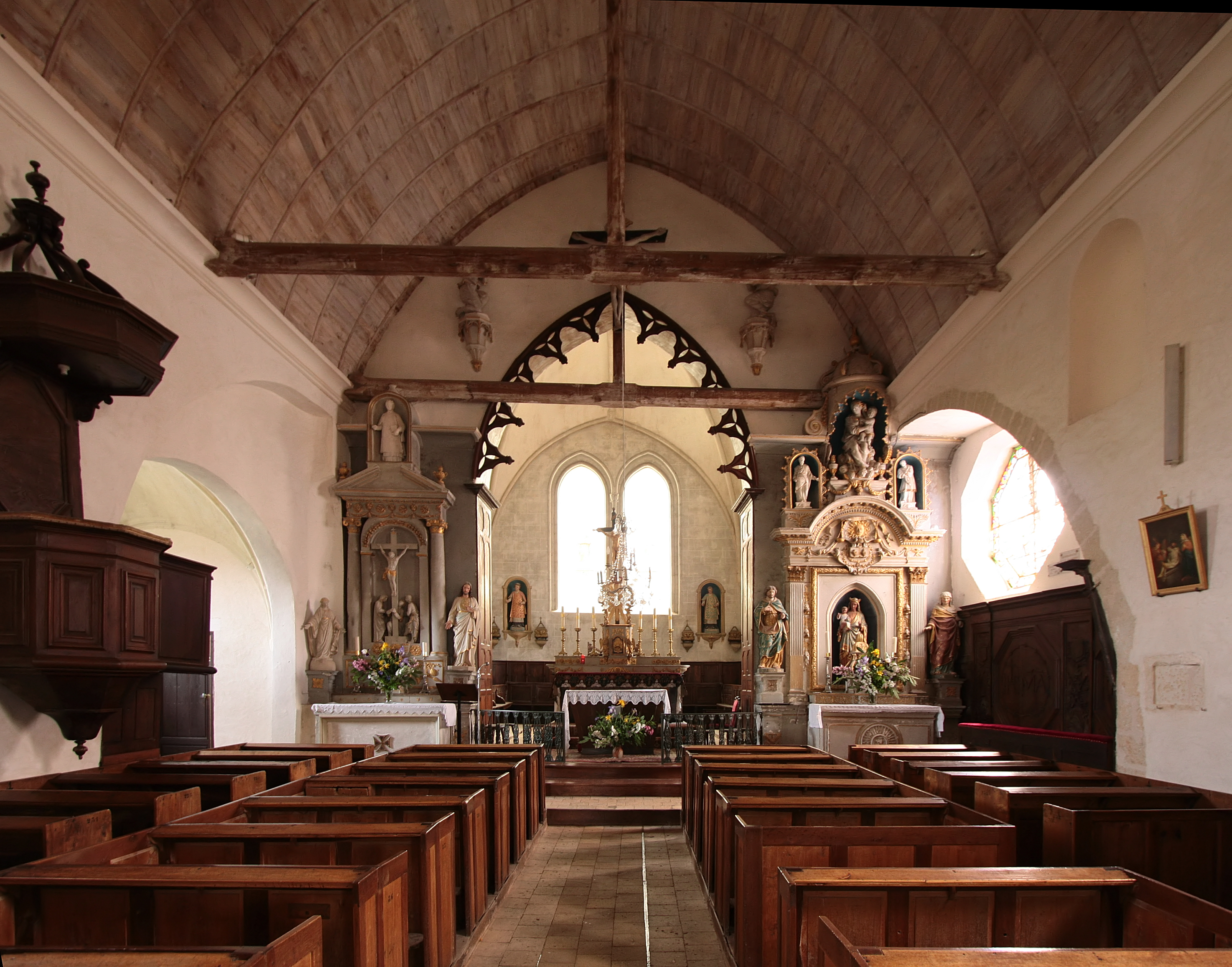
Kircheninnenraum
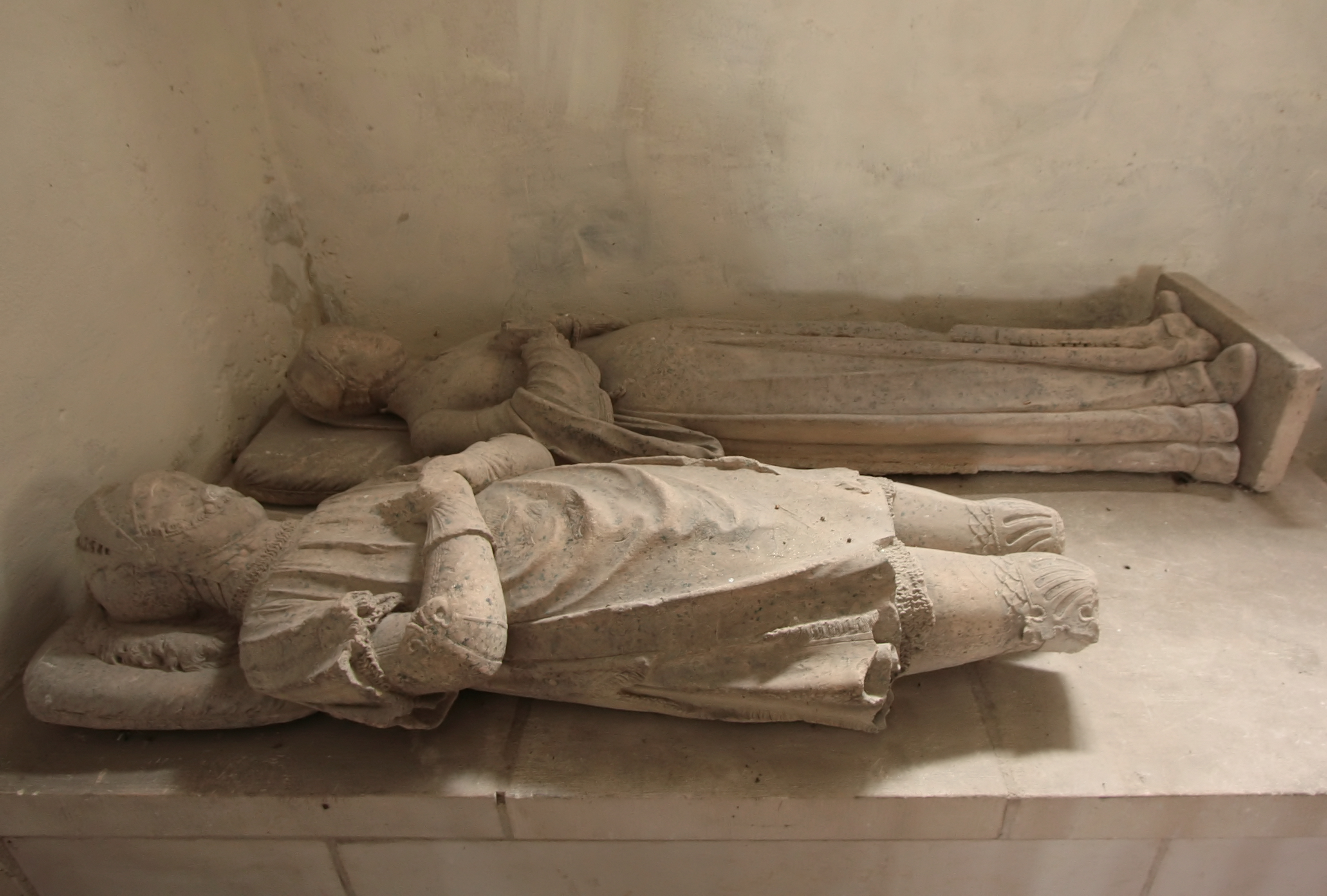
Skulpturen der Eltern des Dichters Ronsard